# Mistrovství světa ve fotbale 1982
12. Mistrovství světa ve fotbale se konalo od 13. června do 11. července 1982 ve Španělsku. Turnaj byl oproti předchozímu ročníku rozšířen na 24 celků. Finále se hrálo 11. července 1982, a zvítězila v něm Itálie 3:1 nad reprezentací Západního Německa .
Celkem padlo na turnaji 146 branek, což je v průměru 2,81 branky na zápas.
Nejlepším střelcem turnaje s 6 brankami se stal Paolo Rossi (Itálie).
Nejlepší hráči mistrovství světa: 1. Paolo Rossi (Itálie), 2. Paulo Roberto Falcão (Brazílie), 3. Karl-Heinz Rummenigge (SRN).

## Stupně vítězů
| Zlato  | Stříbro | Bronz  | 4. místo |
| ------ | ------- | ------ | -------- |
| Itálie | NSR     | Polsko | Francie  |

## Kvalifikace
Kvalifikace se zúčastnilo 109 fotbalových reprezentací, které bojovaly o 22 místenek na závěrečném turnaji. Pořadatelské Španělsko spolu s obhájcem titulu – Argentinou měli účast jistou.

### Kvalifikované týmy
| Vlajka         | Stát Archivováno 16. 10. 2015 na Wayback Machine. | Soupisky                                     | Vlajka      | Stát                       | Soupisky                                     |
| -------------- | ------------------------------------------------- | -------------------------------------------- | ----------- | -------------------------- | -------------------------------------------- |
| Itálie         | Itálie (Evropa)                                   | Archivováno 11. 10. 2015 na Wayback Machine. | Španělsko   | Španělsko (Evropa)         | Archivováno 20. 11. 2015 na Wayback Machine. |
| Německo        | NSR (Evropa)                                      | Archivováno 12. 9. 2015 na Wayback Machine.  | Jugoslávie  | Jugoslávie (Evropa)        | Archivováno 11. 10. 2015 na Wayback Machine. |
| Polsko         | Polsko (Evropa)                                   | Archivováno 9. 9. 2015 na Wayback Machine.   | Argentina   | Argentina (Jižní Amerika)  | Archivováno 20. 11. 2015 na Wayback Machine. |
| Francie        | Francie (Evropa)                                  | Archivováno 10. 9. 2015 na Wayback Machine.  | Brazílie    | Brazílie (Jižní Amerika)   | Archivováno 15. 9. 2015 na Wayback Machine.  |
| Rakousko       | Rakousko (Evropa)                                 | Archivováno 20. 11. 2015 na Wayback Machine. | Chile       | Chile (Jižní Amerika)      | Archivováno 9. 9. 2015 na Wayback Machine.   |
| Belgie         | Belgie (Evropa)                                   | Archivováno 26. 9. 2015 na Wayback Machine.  | Peru        | Peru (Jižní Amerika)       | Archivováno 3. 10. 2015 na Wayback Machine.  |
| Československo | Československo (Evropa)                           | Archivováno 24. 9. 2015 na Wayback Machine.  | Honduras    | Honduras (Střední Amerika) | Archivováno 26. 9. 2015 na Wayback Machine.  |
| Anglie         | Anglie (Evropa)                                   | Archivováno 11. 10. 2015 na Wayback Machine. | Salvador    | Salvador (Střední Amerika) | Archivováno 20. 11. 2015 na Wayback Machine. |
| Maďarsko       | Maďarsko (Evropa)                                 | Archivováno 13. 9. 2015 na Wayback Machine.  | Alžírsko    | Alžírsko (Afrika)          | Archivováno 20. 11. 2015 na Wayback Machine. |
| Severní Irsko  | Severní Irsko (Evropa)                            | Archivováno 17. 10. 2015 na Wayback Machine. | Kamerun     | Kamerun (Afrika)           | Archivováno 3. 10. 2015 na Wayback Machine.  |
| Skotsko        | Skotsko (Evropa)                                  | Archivováno 13. 9. 2015 na Wayback Machine.  | Kuvajt      | Kuvajt (Asie)              | Archivováno 6. 7. 2020 na Wayback Machine.   |
| Sovětský svaz  | SSSR (Evropa)                                     | Archivováno 5. 3. 2016 na Wayback Machine.   | Nový Zéland | Nový Zéland (Oceánie)      | Archivováno 13. 9. 2015 na Wayback Machine.  |

## První skupinová fáze

### Skupina 1
| Tým     | Z | V | R | P | VG | IG | +/- | B |
| ------- | - | - | - | - | -- | -- | --- | - |
| Polsko  | 3 | 1 | 2 | 0 | 5  | 1  | +4  | 4 |
| Itálie  | 3 | 0 | 3 | 0 | 2  | 2  | 0   | 3 |
| Kamerun | 3 | 0 | 3 | 0 | 1  | 1  | 0   | 3 |
| Peru    | 3 | 0 | 2 | 1 | 2  | 6  | −4  | 2 |

| 14. června 1982 17:15 SELČ |        |        |                                                                             |
| Itálie                     | 0 : 0  | Polsko | Estadio de Balaídos, Vigo diváci: 33 000 rozhodčí: Michel Vautrot (Francie) |
|                            | Report |        | Estadio de Balaídos, Vigo diváci: 33 000 rozhodčí: Michel Vautrot (Francie) |

| 15. června 1982 17:15 SELČ |        |         |                                                                                        |
| Peru                       | 0 : 0  | Kamerun | Estadio Municipal de Riazor, A Coruña diváci: 11 000 rozhodčí: Franz Wöhrer (Rakousko) |
|                            | Report |         | Estadio Municipal de Riazor, A Coruña diváci: 11 000 rozhodčí: Franz Wöhrer (Rakousko) |

| 18. června 1982 17:15 SELČ |        |          |                                                                            |
| Itálie                     | 1 : 1  | Peru     | Estadio de Balaídos, Vigo diváci: 25 000 rozhodčí: Walter Eschweiler (NSR) |
| Conti 18'                  | Report | Díaz 83' | Estadio de Balaídos, Vigo diváci: 25 000 rozhodčí: Walter Eschweiler (NSR) |

| 19. června 1982 17:15 SELČ |        |         |                                                                                       |
| Polsko                     | 0 : 0  | Kamerun | Estadio Municipal de Riazor, A Coruña diváci: 19 000 rozhodčí: Alexis Ponnet (Belgie) |
|                            | Report |         | Estadio Municipal de Riazor, A Coruña diváci: 19 000 rozhodčí: Alexis Ponnet (Belgie) |

| 22. června 1982 17:15 SELČ                             |        |             |                                                                                             |
| Polsko                                                 | 5 : 1  | Peru        | Estadio Municipal de Riazor, A Coruña diváci: 25 000 rozhodčí: Mario Rubio Vázquez (Mexiko) |
| Smolarek 55' Lato 58' Boniek 61' Buncol 68' Ciołek 76' | Report | La Rosa 83' | Estadio Municipal de Riazor, A Coruña diváci: 25 000 rozhodčí: Mario Rubio Vázquez (Mexiko) |

| 23. června 1982 17:15 SELČ |        |           |                                                                             |
| Itálie                     | 1 : 1  | Kamerun   | Estadio de Balaídos, Vigo diváci: 20 000 rozhodčí: Bogdan Dočev (Bulharsko) |
| Graziani 60'               | Report | Mbida 61' | Estadio de Balaídos, Vigo diváci: 20 000 rozhodčí: Bogdan Dočev (Bulharsko) |

### Skupina 2
| Tým      | Z | V | R | P | VG | IG | +/- | B |
| -------- | - | - | - | - | -- | -- | --- | - |
| SRN      | 3 | 2 | 0 | 1 | 6  | 3  | +3  | 4 |
| Rakousko | 3 | 2 | 0 | 1 | 3  | 1  | +2  | 4 |
| Alžírsko | 3 | 2 | 0 | 1 | 5  | 5  | 0   | 4 |
| Chile    | 3 | 0 | 0 | 3 | 3  | 8  | −5  | 0 |

| 16. června 1982 17:15 SELČ |        |                         |                                                                         |
| SRN                        | 1 : 2  | Alžírsko                | El Molinón, Gijón diváci: 42 000 rozhodčí: Enrique Labo Revoredo (Peru) |
| Rummenigge 67'             | Report | Madžer 54' Belloumi 68' | El Molinón, Gijón diváci: 42 000 rozhodčí: Enrique Labo Revoredo (Peru) |

| 17. června 1982 17:15 SELČ |        |               |                                                                                           |
| Chile                      | 0 : 1  | Rakousko      | Estadio Carlos Tartiere, Oviedo diváci: 22 500 rozhodčí: Juan Daniel Cardellino (Uruguay) |
|                            | Report | Schachner 21' | Estadio Carlos Tartiere, Oviedo diváci: 22 500 rozhodčí: Juan Daniel Cardellino (Uruguay) |

| 20. června 1982 17:15 SELČ           |        |             |                                                                     |
| SRN                                  | 4 : 1  | Chile       | El Molinón, Gijón diváci: 42 000 rozhodčí: Bruno Galler (Švýcarsko) |
| Rummenigge 9', 57', 66' Reinders 81' | Report | Moscoso 90' | El Molinón, Gijón diváci: 42 000 rozhodčí: Bruno Galler (Švýcarsko) |

| 21. června 1982 17:15 SELČ |        |                          |                                                                                    |
| Alžírsko                   | 0 : 2  | Rakousko                 | Estadio Carlos Tartiere, Oviedo diváci: 22 000 rozhodčí: Tony Boskovic (Austrálie) |
|                            | Report | Schachner 55' Krankl 67' | Estadio Carlos Tartiere, Oviedo diváci: 22 000 rozhodčí: Tony Boskovic (Austrálie) |

| 24. června 1982 17:15 SELČ  |        |                               |                                                                                    |
| Alžírsko                    | 3 : 2  | Chile                         | Estadio Carlos Tartiere, Oviedo diváci: 16 000 rozhodčí: Rómulo Méndez (Guatemala) |
| Assad 7', 31' Bensaoula 35' | Report | Neira 59' (pen.) Letelier 73' | Estadio Carlos Tartiere, Oviedo diváci: 16 000 rozhodčí: Rómulo Méndez (Guatemala) |

| 25. června 1982 17:15 SELČ |        |          |                                                                    |
| SRN                        | 1 : 0  | Rakousko | El Molinón, Gijón diváci: 41 000 rozhodčí: Bob Valentine (Skotsko) |
| Hrubesch 10'               | Report |          | El Molinón, Gijón diváci: 41 000 rozhodčí: Bob Valentine (Skotsko) |

### Skupina 3
| Tým       | Z | V | R | P | VG | IG | +/- | B |
| --------- | - | - | - | - | -- | -- | --- | - |
| Belgie    | 3 | 2 | 1 | 0 | 3  | 1  | +2  | 5 |
| Argentina | 3 | 2 | 0 | 1 | 6  | 2  | +4  | 4 |
| Maďarsko  | 3 | 1 | 1 | 1 | 12 | 6  | +6  | 3 |
| Salvador  | 3 | 0 | 0 | 3 | 1  | 13 | −12 | 0 |

| 13. června 1982 20:00 SELČ |        |                 |                                                                                |
| Argentina                  | 0 : 1  | Belgie          | Camp Nou, Barcelona diváci: 95 500 rozhodčí: Vojtech Christov (Československo) |
|                            | Report | Vandenbergh 62' | Camp Nou, Barcelona diváci: 95 500 rozhodčí: Vojtech Christov (Československo) |

| 15. června 1982 21:00 SELČ                                                               |        |             |                                                                              |
| Maďarsko                                                                                 | 10 : 1 | Salvador    | Nuevo Estadio, Elche diváci: 23 000 rozhodčí: Ibráhím Júsuf ad-Dúj (Bahrajn) |
| Nyilasi 4', 83' Pölöskei 11' Fazekas 23', 54' Tóth 50' L. Kiss 69', 72', 76' Szentes 72' | Report | Ramírez 64' | Nuevo Estadio, Elche diváci: 23 000 rozhodčí: Ibráhím Júsuf ad-Dúj (Bahrajn) |

| 18. června 1982 21:00 SELČ                |        |              |                                                                                      |
| Argentina                                 | 4 : 1  | Maďarsko     | Estadio José Rico Pérez, Alicante diváci: 32 093 rozhodčí: Belaid Lacarne (Alžírsko) |
| Bertoni 26' Maradona 28', 57' Ardiles 60' | Report | Pölöskei 76' | Estadio José Rico Pérez, Alicante diváci: 32 093 rozhodčí: Belaid Lacarne (Alžírsko) |

| 19. června 1982 21:00 SELČ |        |          |                                                                       |
| Belgie                     | 1 : 0  | Salvador | Nuevo Estadio, Elche diváci: 15 000 rozhodčí: Malcolm Moffatt (Irsko) |
| Coeck 19'                  | Report |          | Nuevo Estadio, Elche diváci: 15 000 rozhodčí: Malcolm Moffatt (Irsko) |

| 22. června 1982 21:00 SELČ |        |           |                                                                    |
| Belgie                     | 1 : 1  | Maďarsko  | Nuevo Estadio, Elche diváci: 37 000 rozhodčí: Clive White (Anglie) |
| Czerniatynski 76'          | Report | Varga 27' | Nuevo Estadio, Elche diváci: 37 000 rozhodčí: Clive White (Anglie) |

| 23. června 1982 21:00 SELČ        |        |          |                                                                                     |
| Argentina                         | 2 : 0  | Salvador | Estadio José Rico Pérez, Alicante diváci: 32 500 rozhodčí: Luis Barrancos (Bolívie) |
| Passarella 22' (pen.) Bertoni 52' | Report |          | Estadio José Rico Pérez, Alicante diváci: 32 500 rozhodčí: Luis Barrancos (Bolívie) |

### Skupina 4
| Tým            | Z | V | R | P | VG | IG | +/- | B |
| -------------- | - | - | - | - | -- | -- | --- | - |
| Anglie         | 3 | 3 | 0 | 0 | 6  | 1  | +5  | 6 |
| Francie        | 3 | 1 | 1 | 1 | 6  | 5  | +1  | 3 |
| Československo | 3 | 0 | 2 | 1 | 2  | 4  | −2  | 2 |
| Kuvajt         | 3 | 0 | 1 | 2 | 2  | 6  | −4  | 1 |

| 16. června 1982 17:15 SELČ |        |           |                                                                                  |
| Anglie                     | 3 : 1  | Francie   | Estadio San Mamés, Bilbao diváci: 44 172 rozhodčí: Antonio Garrido (Portugalsko) |
| Robson 1', 67' Mariner 83' | Report | Soler 24' | Estadio San Mamés, Bilbao diváci: 44 172 rozhodčí: Antonio Garrido (Portugalsko) |

| 17. června 1982 17:15 SELČ |        |            |                                                                                    |
| Československo             | 1 : 1  | Kuvajt     | Estadio José Zorrilla, Valladolid diváci: 25 000 rozhodčí: Benjamin Dwomoh (Ghana) |
| Panenka 21' (pen.)         | Report | Dáchil 57' | Estadio José Zorrilla, Valladolid diváci: 25 000 rozhodčí: Benjamin Dwomoh (Ghana) |

| 20. června 1982 17:15 SELČ   |        |                |                                                                                |
| Anglie                       | 2 : 0  | Československo | Estadio San Mamés, Bilbao diváci: 41 123 rozhodčí: Charles Corver (Nizozemsko) |
| Francis 62' Barmoš 66' (vl.) | Report |                | Estadio San Mamés, Bilbao diváci: 41 123 rozhodčí: Charles Corver (Nizozemsko) |

| 21. června 1982 17:15 SELČ                  |        |               |                                                                                   |
| Francie                                     | 4 : 1  | Kuvajt        | Estadio José Zorrilla, Valladolid diváci: 30 043 rozhodčí: Miroslav Stupar (SSSR) |
| Genghini 31' Platini 43' Six 48' Bossis 89' | Report | al-Bulúší 75' | Estadio José Zorrilla, Valladolid diváci: 30 043 rozhodčí: Miroslav Stupar (SSSR) |

| 24. června 1982 17:15 SELČ |        |                    |                                                                                   |
| Francie                    | 1 : 1  | Československo     | Estadio José Zorrilla, Valladolid diváci: 28 000 rozhodčí: Paolo Casarin (Itálie) |
| Six 66'                    | Report | Panenka 84' (pen.) | Estadio José Zorrilla, Valladolid diváci: 28 000 rozhodčí: Paolo Casarin (Itálie) |

| 25. června 1982 17:15 SELČ |        |        |                                                                                    |
| Anglie                     | 1 : 0  | Kuvajt | Estadio San Mamés, Bilbao diváci: 39 700 rozhodčí: Gilberto Aristizábal (Kolumbie) |
| Francis 27'                | Report |        | Estadio San Mamés, Bilbao diváci: 39 700 rozhodčí: Gilberto Aristizábal (Kolumbie) |

### Skupina 5
| Tým           | Z | V | R | P | VG | IG | +/- | B |
| ------------- | - | - | - | - | -- | -- | --- | - |
| Severní Irsko | 3 | 1 | 2 | 0 | 2  | 1  | +1  | 4 |
| Španělsko     | 3 | 1 | 1 | 1 | 3  | 3  | 0   | 3 |
| Jugoslávie    | 3 | 1 | 1 | 1 | 2  | 2  | 0   | 3 |
| Honduras      | 3 | 0 | 2 | 1 | 2  | 3  | −1  | 2 |

| 16. června 1982 21:00 SELČ |        |           |                                                                                        |
| Španělsko                  | 1 : 1  | Honduras  | Estadio Luis Casanova, Valencia diváci: 49 562 rozhodčí: Arturo Ithurralde (Argentina) |
| López Ufarte 65' (pen.)    | Report | Zelaya 8' | Estadio Luis Casanova, Valencia diváci: 49 562 rozhodčí: Arturo Ithurralde (Argentina) |

| 17. června 1982 21:00 SELČ |        |               |                                                                           |
| Jugoslávie                 | 0 : 0  | Severní Irsko | La Romareda, Zaragoza diváci: 25 000 rozhodčí: Erik Fredriksson (Švédsko) |
|                            | Report |               | La Romareda, Zaragoza diváci: 25 000 rozhodčí: Erik Fredriksson (Švédsko) |

| 20. června 1982 21:00 SELČ   |        |            |                                                                                         |
| Španělsko                    | 2 : 1  | Jugoslávie | Estadio Luis Casanova, Valencia diváci: 48 000 rozhodčí: Henning Lund-Sørensen (Dánsko) |
| Juanito 14' (pen.) Saura 66' | Report | Gudelj 10' | Estadio Luis Casanova, Valencia diváci: 48 000 rozhodčí: Henning Lund-Sørensen (Dánsko) |

| 21. června 1982 21:00 SELČ |        |               |                                                                        |
| Honduras                   | 1 : 1  | Severní Irsko | La Romareda, Zaragoza diváci: 15 000 rozhodčí: Chan Tam Sun (Hongkong) |
| Laing 60'                  | Report | Armstrong 10' | La Romareda, Zaragoza diváci: 15 000 rozhodčí: Chan Tam Sun (Hongkong) |

| 24. června 1982 21:00 SELČ |        |                     |                                                                      |
| Honduras                   | 0 : 1  | Jugoslávie          | La Romareda, Zaragoza diváci: 25 000 rozhodčí: Gastón Castro (Chile) |
|                            | Report | Petrović 88' (pen.) | La Romareda, Zaragoza diváci: 25 000 rozhodčí: Gastón Castro (Chile) |

| 25. června 1982 21:00 SELČ |        |               |                                                                                  |
| Španělsko                  | 0 : 1  | Severní Irsko | Estadio Luis Casanova, Valencia diváci: 49 562 rozhodčí: Héctor Ortiz (Paraguay) |
|                            | Report | Armstrong 47' | Estadio Luis Casanova, Valencia diváci: 49 562 rozhodčí: Héctor Ortiz (Paraguay) |

### Skupina 6
| Tým           | Z | V | R | P | VG | IG | +/- | B |
| ------------- | - | - | - | - | -- | -- | --- | - |
| Brazílie      | 3 | 3 | 0 | 0 | 10 | 2  | +8  | 6 |
| Sovětský svaz | 3 | 1 | 1 | 1 | 6  | 4  | +2  | 3 |
| Skotsko       | 3 | 1 | 1 | 1 | 8  | 8  | 0   | 3 |
| Nový Zéland   | 3 | 0 | 0 | 3 | 2  | 12 | −10 | 0 |

| 14. června 1982 21:00 SELČ |        |               |                                                                                                   |
| Brazílie                   | 2 : 1  | Sovětský svaz | Estadio Ramón Sánchez Pizjuán, Sevilla diváci: 68 000 rozhodčí: Augusto Lamo Castillo (Španělsko) |
| Sócrates 75' Éder 87'      | Report | Bal 34'       | Estadio Ramón Sánchez Pizjuán, Sevilla diváci: 68 000 rozhodčí: Augusto Lamo Castillo (Španělsko) |

| 15. června 1982 21:00 SELČ                             |        |                        |                                                                        |
| Skotsko                                                | 5 : 2  | Nový Zéland            | Estadio La Rosaleda, Málaga diváci: 36 000 rozhodčí: David Socha (USA) |
| Dalglish 18' Wark 30', 33' Robertson 73' Archibald 79' | Report | Sumner 54' Wooddin 65' | Estadio La Rosaleda, Málaga diváci: 36 000 rozhodčí: David Socha (USA) |

| 18. června 1982 21:00 SELČ             |        |           |                                                                                            |
| Brazílie                               | 4 : 1  | Skotsko   | Estadio Benito Villamarín, Sevilla diváci: 47 379 rozhodčí: Luis Paulino Siles (Kostarika) |
| Zico 33' Oscar 49' Éder 65' Falcão 87' | Report | Narey 18' | Estadio Benito Villamarín, Sevilla diváci: 47 379 rozhodčí: Luis Paulino Siles (Kostarika) |

| 19. června 1982 21:00 SELČ           |        |             |                                                                            |
| Sovětský svaz                        | 3 : 0  | Nový Zéland | Estadio La Rosaleda, Málaga diváci: 19 000 rozhodčí: Júsuf al-Ghúl (Libye) |
| Gavrilov 25' Blochin 48' Baltača 69' | Report |             | Estadio La Rosaleda, Málaga diváci: 19 000 rozhodčí: Júsuf al-Ghúl (Libye) |

| 22. června 1982 21:00 SELČ |        |                        |                                                                                |
| Sovětský svaz              | 2 : 2  | Skotsko                | Estadio La Rosaleda, Málaga diváci: 45 000 rozhodčí: Nicolae Rainea (Rumunsko) |
| Čivadze 60' Šengelia 84'   | Report | Jordan 15' Souness 87' | Estadio La Rosaleda, Málaga diváci: 45 000 rozhodčí: Nicolae Rainea (Rumunsko) |

| 23. června 1982 21:00 SELČ            |        |             |                                                                                            |
| Brazílie                              | 4 : 0  | Nový Zéland | Estadio Benito Villamarín, Sevilla diváci: 43 000 rozhodčí: Damir Matovinović (Jugoslávie) |
| Zico 28', 31' Falcão 55' Serginho 69' | Report |             | Estadio Benito Villamarín, Sevilla diváci: 43 000 rozhodčí: Damir Matovinović (Jugoslávie) |

## Druhá skupinová fáze

### Skupina A
| Tým           | Z | V | R | P | VG | IG | +/- | B |
| ------------- | - | - | - | - | -- | -- | --- | - |
| Polsko        | 2 | 1 | 1 | 0 | 3  | 0  | +3  | 3 |
| Sovětský svaz | 2 | 1 | 1 | 0 | 1  | 0  | +1  | 3 |
| Belgie        | 2 | 0 | 0 | 2 | 0  | 4  | −4  | 0 |

| 28. června 1982 21:00 SELČ |        |        |                                                                             |
| Polsko                     | 3 : 0  | Belgie | Camp Nou, Barcelona diváci: 65 000 rozhodčí: Luis Paulino Siles (Kostarika) |
| Boniek 4', 26', 53'        | Report |        | Camp Nou, Barcelona diváci: 65 000 rozhodčí: Luis Paulino Siles (Kostarika) |

| 1. července 1982 21:00 SELČ |        |               |                                                                       |
| Belgie                      | 0 : 1  | Sovětský svaz | Camp Nou, Barcelona diváci: 45 000 rozhodčí: Michel Vautrot (Francie) |
|                             | Report | Oganesjan 48' | Camp Nou, Barcelona diváci: 45 000 rozhodčí: Michel Vautrot (Francie) |

| 4. července 1982 21:00 SELČ |        |        |                                                                      |
| Sovětský svaz               | 0 : 0  | Polsko | Camp Nou, Barcelona diváci: 65 000 rozhodčí: Bob Valentine (Skotsko) |
|                             | Report |        | Camp Nou, Barcelona diváci: 65 000 rozhodčí: Bob Valentine (Skotsko) |

### Skupina B
| Tým       | Z | V | R | P | VG | IG | +/- | B |
| --------- | - | - | - | - | -- | -- | --- | - |
| SRN       | 2 | 1 | 1 | 0 | 2  | 1  | +1  | 3 |
| Anglie    | 2 | 0 | 2 | 0 | 0  | 0  | 0   | 2 |
| Španělsko | 2 | 0 | 1 | 1 | 1  | 2  | −1  | 1 |

| 29. června 1982 21:00 SELČ |        |        |                                                                                            |
| SRN                        | 0 : 0  | Anglie | Estadio Santiago Bernabéu, Madrid diváci: 75 000 rozhodčí: Arnaldo Cézar Coelho (Brazílie) |
|                            | Report |        | Estadio Santiago Bernabéu, Madrid diváci: 75 000 rozhodčí: Arnaldo Cézar Coelho (Brazílie) |

| 2. července 1982 21:00 SELČ      |        |            |                                                                                   |
| SRN                              | 2 : 1  | Španělsko  | Estadio Santiago Bernabéu, Madrid diváci: 90 089 rozhodčí: Paolo Casarin (Itálie) |
| Littbarski 50' Klaus Fischer 75' | Report | Zamora 82' | Estadio Santiago Bernabéu, Madrid diváci: 90 089 rozhodčí: Paolo Casarin (Itálie) |

| 5. července 1982 21:00 SELČ |        |        |                                                                                   |
| Španělsko                   | 0 : 0  | Anglie | Estadio Santiago Bernabéu, Madrid diváci: 75 000 rozhodčí: Alexis Ponnet (Belgie) |
|                             | Report |        | Estadio Santiago Bernabéu, Madrid diváci: 75 000 rozhodčí: Alexis Ponnet (Belgie) |

### Skupina C
| Tým       | Z | V | R | P | VG | IG | +/- | B |
| --------- | - | - | - | - | -- | -- | --- | - |
| Itálie    | 2 | 2 | 0 | 0 | 5  | 3  | +2  | 4 |
| Brazílie  | 2 | 1 | 0 | 1 | 5  | 4  | +1  | 2 |
| Argentina | 2 | 0 | 0 | 2 | 2  | 5  | −3  | 0 |

| 29. června 1982 17:15 SELČ |        |                |                                                                              |
| Itálie                     | 2 : 1  | Argentina      | Estadio Sarriá, Barcelona diváci: 43 000 rozhodčí: Nicolae Rainea (Rumunsko) |
| Tardelli 55' Cabrini 67'   | Report | Passarella 83' | Estadio Sarriá, Barcelona diváci: 43 000 rozhodčí: Nicolae Rainea (Rumunsko) |

| 2. července 1982 17:15 SELČ |        |                                  |                                                                                 |
| Argentina                   | 1 : 3  | Brazílie                         | Estadio Sarriá, Barcelona diváci: 43 000 rozhodčí: Mario Rubio Vázquez (Mexiko) |
| Díaz 89'                    | Report | Zico 11' Serginho 66' Júnior 75' | Estadio Sarriá, Barcelona diváci: 43 000 rozhodčí: Mario Rubio Vázquez (Mexiko) |

| 5. července 1982 17:15 SELČ |        |                    |                                                                           |
| Brazílie                    | 2 : 3  | Itálie             | Estadio Sarriá, Barcelona diváci: 44 000 rozhodčí: Abraham Klein (Izrael) |
| Sócrates 12' Falcão 68'     | Report | Rossi 5', 25', 74' | Estadio Sarriá, Barcelona diváci: 44 000 rozhodčí: Abraham Klein (Izrael) |

### Skupina D
| Tým           | Z | V | R | P | VG | IG | +/- | B |
| ------------- | - | - | - | - | -- | -- | --- | - |
| Francie       | 2 | 2 | 0 | 0 | 5  | 1  | +4  | 4 |
| Rakousko      | 2 | 0 | 1 | 1 | 2  | 3  | −1  | 1 |
| Severní Irsko | 2 | 0 | 1 | 1 | 3  | 6  | −3  | 1 |

| 28. června 1982 17:15 SELČ |        |              |                                                                                     |
| Rakousko                   | 0 : 1  | Francie      | Estadio Vicente Calderón, Madrid diváci: 37 000 rozhodčí: Károly Palotai (Maďarsko) |
|                            | Report | Genghini 39' | Estadio Vicente Calderón, Madrid diváci: 37 000 rozhodčí: Károly Palotai (Maďarsko) |

| 1. července 1982 17:15 SELČ |        |                   |                                                                              |
| Rakousko                    | 2 : 2  | Severní Irsko     | Estadio Vicente Calderón, Madrid diváci: 20 000 rozhodčí: Adolf Prokop (NDR) |
| Pezzey 50' Hintermaier 68'  | Report | Hamilton 27', 75' | Estadio Vicente Calderón, Madrid diváci: 20 000 rozhodčí: Adolf Prokop (NDR) |

| 4. července 1982 17:15 SELČ |        |                                     |                                                                                  |
| Severní Irsko               | 1 : 4  | Francie                             | Estadio Vicente Calderón, Madrid diváci: 37 000 rozhodčí: Alojzy Jarguz (Polsko) |
| Armstrong 75'               | Report | Giresse 33', 80' Rocheteau 46', 68' | Estadio Vicente Calderón, Madrid diváci: 37 000 rozhodčí: Alojzy Jarguz (Polsko) |

## Vyřazovací fáze

### Semifinále
| 8. července 1982 17:15 SELČ |        |                |                                                                               |
| Polsko                      | 0 : 2  | Itálie         | Camp Nou, Barcelona diváci: 50 000 rozhodčí: Juan Daniel Cardellino (Uruguay) |
|                             | Report | Rossi 22', 73' | Camp Nou, Barcelona diváci: 50 000 rozhodčí: Juan Daniel Cardellino (Uruguay) |

| 8. července 1982 21:00 SELČ                 |                   |                                           |                                                                                             |
| SRN                                         | 3 : 3 (po prodl.) | Francie                                   | Estadio Ramón Sánchez Pizjuán, Sevilla diváci: 63 000 rozhodčí: Charles Corver (Nizozemsko) |
| Littbarski 17' Rummenigge 102' Fischer 108' | Report            | Platini 26' (pen.) Trésor 92' Giresse 98' | Estadio Ramón Sánchez Pizjuán, Sevilla diváci: 63 000 rozhodčí: Charles Corver (Nizozemsko) |

|                                                        |       | Penaltový rozstřel                          |  |
| Kaltz Breitner Stielike Littbarski Rummenigge Hrubesch | 5 : 4 | Giresse Amoros Rocheteau Six Platini Bossis |  |

### O bronz
| 10. července 1982 20:00 SELČ            |        |                        |                                                                                          |
| Polsko                                  | 3 : 2  | Francie                | Estadio José Rico Pérez, Alicante diváci: 28 000 rozhodčí: Antonio Garrido (Portugalsko) |
| Szarmach 40' Majewski 44' Kupcewicz 46' | Report | Girard 13' Couriol 72' | Estadio José Rico Pérez, Alicante diváci: 28 000 rozhodčí: Antonio Garrido (Portugalsko) |

### Finále
| 11. července 1982 20:00 SELČ         |        |              |                                                                                            |
| Itálie                               | 3 : 1  | SRN          | Estadio Santiago Bernabéu, Madrid diváci: 90 000 rozhodčí: Arnaldo Cézar Coelho (Brazílie) |
| Rossi 57' Tardelli 69' Altobelli 81' | Report | Breitner 83' | Estadio Santiago Bernabéu, Madrid diváci: 90 000 rozhodčí: Arnaldo Cézar Coelho (Brazílie) |